# Románia az 1984. évi nyári olimpiai játékokon
Románia az egyesült államokbeli Los Angelesben megrendezett 1984. évi nyári olimpiai játékok egyik részt vevő nemzete volt. Az országot az olimpián 13 sportágban 124 sportoló képviselte, akik összesen 53 érmet szereztek. Ez volt Románia történetének eddigi legsikeresebb szereplése az olimpiai játékokon.

## Érmesek
| Érem  | Versenyző | Sportág       | Versenyszám                    |
| ----- | --- | ------------- | ------------------------------ |
| Arany | Doina Beşliu-Melinte | Atlétika      | Női 800 m                      |
| Arany | Maricica Puică | Atlétika      | 3000 m                         |
| Arany | Anişoara Stanciu-Cuşmir | Atlétika      | Női távolugrás                 |
| Arany | Ion Draica | Birkózás      | Kötöttfogás, 82 kg             |
| Arany | Vasile Andrei | Birkózás      | Kötöttfogás, 100 kg            |
| Arany | Petru Iosub Valer Toma | Evezés        | Férfi kormányos nélküli kettes |
| Arany | Valeria Roşca-Răcilă | Evezés        | Női egypárevezős               |
| Arany | Marioara Popescu-Ciobanu Elisabeta Oleniuc-Lipă | Evezés        | Női kétpárevezős               |
| Arany | Rodica Arba-Puşcatu Horváth Ilona | Evezés        | Női kormányos nélküli kettes   |
| Arany | Florica Lavric Maria Tănasă-Fricioiu Chira Apostol Olga Homeghi-Bularda Józsa Ibolya | Evezés        | Női kormányos négyes           |
| Arany | Maricia Țăran Anișoara Sorohan Ioana Badea Sofia Corban-Banovici Ecaterina Oancia | Evezés        | Női kormányos négypárevezős    |
| Arany | Ivan Patzaichin Toma Simionov | Kajak-kenu    | Férfi kenu kettes 1000 m       |
| Arany | Agafia Orlov-Buhaev-Constantin Nastasia Nichitov-Ionescu Tecla Marinescu-Borcănea Maria Ştefan-Mihoreanu | Kajak-kenu    | Női kajak négyes 500 m         |
| Arany | Petre Becheru | Súlyemelés    | 82,5 kg                        |
| Arany | Nicu Vlad | Súlyemelés    | 90 kg                          |
| Arany | Szabó Katalin Laura Cutina Simona Păucă Cristina Grigoraș Mihaela Stănuleț Lavinia Agache | Torna         | Női csapat összetett           |
| Arany | Szabó Katalin | Torna         | Női talaj                      |
| Arany | Szabó Katalin | Torna         | Női ugrás                      |
| Arany | Simona Păucă | Torna         | Női gerenda                    |
| Arany | Szabó Katalin | Torna         | Női gerenda                    |
| Ezüst | Doina Beşliu-Melinte | Atlétika      | Női 1500 m                     |
| Ezüst | Valy Ionescu | Atlétika      | Női távolugrás                 |
| Ezüst | Mihaela Loghin | Atlétika      | Női súlylökés                  |
| Ezüst | Ilie Matei | Birkózás      | Kötöttfogás, 90 kg             |
| Ezüst | Dimitrie Popescu Vasile Tomoiagă Dumitru Răducanu | Evezés        | Férfi kormányos kettes         |
| Ezüst | Doina Șnep-Bălan Mărioara Trașcă Aurora Pleșca Aneta Mihaly Adriana Chelariu-Bazon Mihaela Armășescu Camelia Diaconescu Lucia Sauca Józsa Ibolya | Evezés        | Női nyolcas                    |
| Ezüst | Ivan Patzaichin Toma Simionov | Kajak-kenu    | Férfi kenu kettes 500 m        |
| Ezüst | Corneliu Ion | Sportlövészet | Férfi gyorstüzelő pisztoly     |
| Ezüst | Gelu Radu | Súlyemelés    | 60 kg                          |
| Ezüst | Andrei Socaci | Súlyemelés    | 67,5 kg                        |
| Ezüst | Petre Dumitru | Súlyemelés    | 90 kg                          |
| Ezüst | Vasile Groapă | Súlyemelés    | 100 kg                         |
| Ezüst | Ştefan Taşnadi | Súlyemelés    | 110 kg                         |
| Ezüst | Doina Stăiculescu | Torna         | Egyéni ritmikus gimnasztika    |
| Ezüst | Szabó Katalin | Torna         | Női egyéni összetett           |
| Ezüst | Aurora Dan Monika Weber-Koszto Rozalia Oros Marcela Moldovan-Zsak Elisabeta Guzganu-Tufan | Vívás         | Női tőr, csapat                |
| Bronz | Fiţa Lovin | Atlétika      | Női 800 m                      |
| Bronz | Maricica Puică | Atlétika      | Női 1500 m                     |
| Bronz | Christeana Cojocaru | Atlétika      | Női 400 m gát                  |
| Bronz | Florenţa Ţacu-Crăciunescu | Atlétika      | Női diszkoszvetés              |
| Bronz | Ştefan Rusu | Birkózás      | Kötöttfogás, 74 kg             |
| Bronz | Victor Dolipschi | Birkózás      | Kötöttfogás, +100 kg           |
| Bronz | Vasile Puşcaşu | Birkózás      | Szabadfogás, 100 kg            |
| Bronz | Mircea Frăţică | Cselgáncs     | Férfi váltósúly                |
| Bronz | Mihai Cioc | Cselgáncs     | Férfi nyílt                    |
| Bronz | Costică Olaru | Kajak-kenu    | Férfi kenu egyes 500 m         |
| Bronz | Nemzeti válogatott Nicolae Munteanu Marian Dumitru Boros József Maricel Voinea Vasile Stîngă George Dogărescu Gheorghe Covaciu Cornel Durău Alexandru Fölker Dumitru Berbece Neculai Vasilca Alexandru Buligan Vasile Oprea Mircea Bedivan Adrian Simion | Kézilabda     | Férfi                          |
| Bronz | Mircea Fulger | Ökölvívás     | Kisváltósúly                   |
| Bronz | Dragomir Cioroslan | Súlyemelés    | 75 kg                          |
| Bronz | Simona Păucă | Torna         | Női egyéni összetett           |
| Bronz | Lavinia Agache | Torna         | Női ugrás                      |
| Bronz | Aneta Pătrăşcoiu | Úszás         | Női 200 m hát                  |
| Bronz | Marin Mustaţă Ioan Pop Alexandru Chiculiţă Cornel Marin Vilmoş Szabo | Vívás         | Férfi kard, csapat             |

## Atlétika
Női
| Versenyző            | Versenyszám | Előfutam | Előfutam | Előfutam | Elődöntő | Elődöntő | Elődöntő | Döntő   | Döntő    |
| Versenyző            | Versenyszám | Idő      | Hely.    | Össz.    | Idő      | Hely.    | Össz.    | Idő     | Helyezés |
| -------------------- | ----------- | -------- | -------- | -------- | -------- | -------- | -------- | ------- | -------- |
| Fiţa Lovin           | 1500 m      | 4:10,58  | 3.       | 9.       |          |          |          | 4:09,11 | 9.       |
| Fiţa Lovin           | 800 m       | 2:01,51  | 1.       | 3.       | 1:59,29  | 1.       | 1.       | 1:58,83 |          |
| Doina Beşliu-Melinte | 800 m       | 2:02,77  | 1.       | 7.       | 2:01,42  | 2.       | 7.       | 1:57,60 |          |
| Doina Beşliu-Melinte | 1500 m      | 4:10,48  | 1.*      | 7.*      |          |          |          | 4:03,76 |          |
| Maricica Puică       | 1500 m      | 4:05,30  | 2.       | 2.       |          |          |          | 4:04,15 |          |
| Maricica Puică       | 3000 m      | 8:43,32  | 1.       | 1.       |          |          |          | 8:35,96 |          |
| Christeana Cojocaru  | 400 m gát   | 56,94    | 2.       | 7.       | 55,24    | 2.       | 2.       | 55,41   |          |

| Versenyző                 | Versenyszám   | Selejtező | Selejtező | Döntő           | Döntő    |
| Versenyző                 | Versenyszám   | Eredmény  | Helyezés  | Eredmény        | Helyezés |
| ------------------------- | ------------- | --------- | --------- | --------------- | -------- |
| Niculina Vasile           | Magasugrás    | 190 cm    | 13.       | 185 cm          | 11.      |
| Anişoara Stanciu-Cuşmir   | Távolugrás    | 669 cm    | 2.        | 696 cm          |          |
| Valy Ionescu              | Távolugrás    | 660 cm    | 5.        | 681 cm          |          |
| Mihaela Loghin            | Súlylökés     |           |           | 20,47 m         |          |
| Florenţa Ţacu-Crăciunescu | Súlylökés     |           |           | 17,23 (17,10) m | 8.       |
| Florenţa Ţacu-Crăciunescu | Diszkoszvetés | 57,84 m   | 2.        | 63,64 m         |          |

* - egy másik versenyzővel azonos eredményt ért el

## Birkózás
Kötöttfogású
| Versenyző        | Versenyszám | Vigaszágas kiesés | Vigaszágas kiesés | 5. helyért        | Bronz- mérkőzés                         | Döntő                             | Helyezés    |
| Versenyző        | Versenyszám | Ellenfél Eredmény | Hely.             | Ellenfél Eredmény | Ellenfél Eredmény                       | Ellenfél Eredmény                 | Helyezés    |
| ---------------- | ----------- | --- | ----------------- | ----------------- | --------------------------------------- | --------------------------------- | ----------- |
| Mihai Cişmaş     | 52 kg       | A csoport · Mijahara Acudzsi (JPN) · passzivitás · Jon Ronningen (NOR) · 5–3 · Pang Dedu (Bang Dae-Du) (KOR) · 12–15 | 4.                | kiesett           | kiesett                                 | kiesett                           | 8.          |
| Niculae Zamfir   | 57 kg       | B csoport · Patrice Mourier (FRA) · 8–2 · Mehmet Serhat Karadag (TUR) · 0–1 · Pak Bjongho (Park Byeong-Hyo) (KOR) · 8–5 · Frank Famiano (USA) · passzivitás · Döntő · Pasquale Pasarelli (FRG) · passzivitás · Frank Famiano (USA) · passzivitás | 2.                |                   | Babis Kholidis (GRE) · 1–2              |                                   | 4.          |
| Constantin Uţă   | 62 kg       | A csoport · Csang Tö-csün (Zhang Dequn) (CHN) · 15–2 · Bernd Gabriel (FRG) · 7–8 · Doug Yeats (CAN) · 3–4 | 6.                | kiesett           | kiesett                                 | kiesett                           | helyezetlen |
| Ştefan Negrişan  | 68 kg       | A csoport · Said Souaken (MAR) · 7–3 · I Jonik (Lee Yeon-Ik) (KOR) · 5–0 · a 3. fordulóban erőnyerő · Döntő · Vlado Lisjak (YUG) · 0–0 (bírói) · Dietmar Streitler (AUT) · passzivitás                                                           | 2.                |                   | Jim Martinez (USA) · kétvállas          |                                   | 4.          |
| Ştefan Rusu      | 74 kg       | B csoport · Jouko Salomäki (FIN) · 0–0 (bírói) · Mohamed Hamad (EGY) · 14–0 · Karlo Kasap (YUG) · 4–2 · Döntő · Karlo Kasap (YUG) · 4–2 · Jouko Salomäki (FIN) · 0–0 (bírói)                                                                     | 2.                |                   | Kim Jongnam (Kim Yeong-Nam) (KOR) · 6–1 |                                   |             |
| Ion Draica       | 82 kg       | A csoport · Klaus Mysen (NOR) · 4–4 · Dan Chandler (USA) · passzivitás · a 3. fordulóban erőnyerő · Mohamed El-Ashram (EGY) · 3–1 · Döntő · Sören Claeson (SWE) · 10–0                                                                           | 1.                |                   |                                         | Dimitrios Thanopoulos (GRE) · 4–3 |             |
| Ilie Matei       | 90 kg       | B csoport · Hasze Hirosi (JPN) · 13–0 · Kamal Ibrahim (EGY) · 13–0 · Döntő · Jean-François Court (FRA) · passzivitás · Uwe Sachs (FRG) · passzivitás                                                                                             | 1.                |                   |                                         | Steve Fraser (USA) · 1–1          |             |
| Vasile Andrei    | 100 kg      | A csoport · Karl-Johan Gustavsson (SWE) · 13–0 · Franz Pitschmann (AUT) · 15–2 · Döntő · Georgios Poikilidis (GRE) · passzivitás | 1.                |                   |                                         | Greg Gibson (USA) · 12–0          |             |
| Victor Dolipschi | +100 kg     | B csoport · Tomas Johansson (SWE) · mindkét versenyzőt kizárták passzivitás miatt · Antonio La Penna (ITA) · kétvállas · Döntő · Hassan El-Haddad (EGY) · passzivitás · Tomas Johansson (SWE) · mindkét versenyzőt kizárták passzivitás miatt    | 2.                |                   | Refik Memišević (YUG) · passzivitás     |                                   |             |

Szabadfogású
| Versenyző      | Versenyszám | Vigaszágas kiesés | Vigaszágas kiesés | 5. helyért                              | Bronz- mérkőzés          | Döntő             | Helyezés    |
| Versenyző      | Versenyszám | Ellenfél Eredmény | Hely.             | Ellenfél Eredmény                       | Ellenfél Eredmény        | Ellenfél Eredmény | Helyezés    |
| -------------- | ----------- | --- | ----------------- | --------------------------------------- | ------------------------ | ----------------- | ----------- |
| Ilie Matei     | 90 kg       | A csoport · Abdul Majeed (PAK) · 0–12 · a 2. fordulóban nem indult | 8.                | kiesett                                 | kiesett                  | kiesett           | helyezetlen |
| Vasile Puşcaşu | 100 kg      | A csoport · Joseph Atiyeh (SYR) · kétvállas · a 2. fordulóban erőnyerő · Kartar Dhillon Singh (IND) · 6–5 · Döntő · Georgios Poikilidis (GRE) · feladta (sérülés) · Joseph Atiyeh (SYR) · kétvállas | 2.                |                                         | Hayri Sezgin (TUR) · 4–3 |                   |             |
| Vasile Andrei  | +100 kg     | A csoport · Bruce Baumgartner (USA) · kétvállas · Döntő · Bruce Baumgartner (USA) · kétvállas · Ayhan Taşkın (TUR) · kétvállas                                                                      | 3.                | Mamadou Sakho (SEN) · feladta (sérülés) |                          |                   | 6.          |

## Cselgáncs
| Versenyző          | Versenyszám | Csoport | Selejtező               | 32-es főtábla              | Nyolcaddöntő             | Negyeddöntő                   | Elődöntő                | Vigaszág nyolcaddöntő | Vigaszág negyeddöntő | Vigaszág elődöntő            | Bronz- mérkőzés                        | Döntő             | Helyezés |
| Versenyző          | Versenyszám | Csoport | Ellenfél Eredmény       | Ellenfél Eredmény          | Ellenfél Eredmény        | Ellenfél Eredmény             | Ellenfél Eredmény       | Ellenfél Eredmény     | Ellenfél Eredmény    | Ellenfél Eredmény            | Ellenfél Eredmény                      | Ellenfél Eredmény | Helyezés |
| ------------------ | ----------- | ------- | ----------------------- | -------------------------- | ------------------------ | ----------------------------- | ----------------------- | --------------------- | -------------------- | ---------------------------- | -------------------------------------- | ----------------- | -------- |
| Constantin Niculae | Harmatsúly  | A       | erőnyerő                | Gerardo Padilla (MEX) · GY | Bienvenu Mbida (CGO) · V |                               |                         |                       |                      | Stephen Gawthorpe (GBR) · GY | kiesett                                |                   | 7.       |
| Mircea Frăţică     | Váltósúly   | B       | Li Chung Tai (HKG) · GY | Paul Diop (MLI) · GY       | Per Kjellin (SWE) · GY   | Jorge Bonnet (PUR) · GY       | Frank Wieneke (FRG) · V |                       |                      |                              | Takano Hiromicu (JPN) · GY             |                   |          |
| Mihai Cioc         | Nyílt       | A       |                         |                            | Juha Salonen (FIN) · GY  | Mohamed Ali Rashwan (EGY) · V |                         |                       |                      | Bechir Kiiari (TUN) · GY     | Hszü Kuo-csing (Xu Guoqing) (CHN) · GY |                   |          |

## Evezés
Férfi
| Versenyző                                         | Versenyszám              | Előfutam | Előfutam | Vigaszág | Vigaszág | Elődöntő | Elődöntő | Döntő | Döntő   | Döntő | Helyezés |
| Versenyző                                         | Versenyszám              | Idő      | Hely.    | Idő      | Hely.    | Idő      | Hely.    | Típus | Idő     | Hely. | Helyezés |
| ------------------------------------------------- | ------------------------ | -------- | -------- | -------- | -------- | -------- | -------- | ----- | ------- | ----- | -------- |
| Petru Iosub Valer Toma                            | Kormányos nélküli kettes | 6:56,60  | 2.       | erőnyerő | erőnyerő | 6:53,23  | 1.       | A     | 6:45,39 | 1.    |          |
| Dimitrie Popescu Vasile Tomoiagă Dumitru Răducanu | Kormányos kettes         | 7:12,18  | 1.       | erőnyerő | erőnyerő |          |          | A     | 7:11,21 | 2.    |          |

Női
| Versenyző | Versenyszám              | Előfutam | Előfutam | Vigaszág | Vigaszág | Elődöntő | Elődöntő | Döntő | Döntő   | Döntő | Helyezés |
| Versenyző | Versenyszám              | Idő      | Hely.    | Idő      | Hely.    | Idő      | Hely.    | Típus | Idő     | Hely. | Helyezés |
| --- | ------------------------ | -------- | -------- | -------- | -------- | -------- | -------- | ----- | ------- | ----- | -------- |
| Valeria Roşca-Răcilă | Egypárevezős             | 3:44,22  | 1.       | erőnyerő | erőnyerő | 3:54,55  | 1.       | A     | 3:40,68 | 1.    |          |
| Marioara Popescu-Ciobanu Elisabeta Oleniuc-Lipă | Kétpárevezős             | 3:24,28  | 1.       | erőnyerő | erőnyerő |          |          | A     | 3:26,75 | 1.    |          |
| Rodica Arba-Puşcatu Horváth Ilona | Kormányos nélküli kettes |          |          |          |          |          |          | A     | 3:32,60 | 1.    |          |
| Florica Lavric Maria Tănasă-Fricioiu Chira Apostol Olga Homeghi-Bularda Józsa Ibolya                                                                     | Kormányos négyes         | 3:21,61  | 1.       | erőnyerő | erőnyerő |          |          | A     | 3:19,30 | 1.    |          |
| Maricia Ţăran Anişoara Sorohan-Minea Ioana Badea Sofia Corban-Banovici Ecaterina Oancia                                                                  | Kormányos négypárevezős  | 3:15,34  | 1.       | erőnyerő | erőnyerő |          |          | A     | 3:14,11 | 1.    |          |
| Doina Liliana Snep-Bălan Mărioara Trașcă Aurora Pleșca Aneta Mihaly Adriana Chelariu-Bazon Mihaela Armășescu Camelia Diaconescu Lucia Sauca Józsa Ibolya | Nyolcas                  |          |          |          |          |          |          | A     | 3:00,87 | 2.    |          |

## Kajak-kenu
Férfi
| Versenyző                                                    | Versenyszám         | Előfutam | Előfutam | Előfutam | Vigaszág | Vigaszág | Vigaszág | Elődöntő | Elődöntő | Elődöntő | Döntő   | Döntő    |
| Versenyző                                                    | Versenyszám         | Idő      | Hely.    | Össz.    | Idő      | Hely.    | Össz.    | Idő      | Hely.    | Össz.    | Idő     | Helyezés |
| ------------------------------------------------------------ | ------------------- | -------- | -------- | -------- | -------- | -------- | -------- | -------- | -------- | -------- | ------- | -------- |
| Vasile Dîba                                                  | Kajak egyes 500 m   | 1:48,38  | 1.       | 1.       | erőnyerő | erőnyerő | erőnyerő | 1:49,45  | 1.       | 7.       | 1:48,77 | 4.       |
| Vasile Dîba                                                  | Kajak egyes 1000 m  | 3:57,95  | 3.       | 8.       | erőnyerő | erőnyerő | erőnyerő | 3:59,40  | 3.       | 9.       | 3:51,61 | 7.       |
| Nicolae Fedosei Angelin Velea                                | Kajak kettes 500 m  | 1:37,94  | 3.       | 6.       | erőnyerő | erőnyerő | erőnyerő | 1:36,60  | 2.       | 4.       | 1:35,60 | 5.       |
| Alexandru Dulău Ion Geantă                                   | Kajak kettes 1000 m | 3:35,25  | 5.       | 11.      | 3:41,03  | 2.       | 2.       | 3:29,99  | 4.       | 6.       | kiesett | kiesett  |
| Ionel Constantin Nicolae Fedosei Ionel Leţcaie Angelin Velea | Kajak négyes 1000 m | 3:06,97  | 2.       | 3.       | erőnyerő | erőnyerő | erőnyerő | 3:08,44  | 1.       | 6.       | 3:04,39 | 4.       |
| Costică Olaru                                                | Kenu egyes 500 m    | 2:03,49  | 1.       | 1.       | erőnyerő | erőnyerő | erőnyerő | 2:02,62  | 1.       | 4.       | 1:59,86 |          |
| Costică Olaru                                                | Kenu egyes 1000 m   | 4:15,36  | 2.       | 3.       | erőnyerő | erőnyerő | erőnyerő |          |          |          | 4:16,39 | 5.       |
| Ivan Patzaichin Toma Simionov                                | Kenu kettes 500 m   | 1:47,18  | 1.       | 1.       | erőnyerő | erőnyerő | erőnyerő |          |          |          | 1:45,68 |          |
| Ivan Patzaichin Toma Simionov                                | Kenu kettes 1000 m  | 3:47,60  | 1.       | 1.       | erőnyerő | erőnyerő | erőnyerő |          |          |          | 3:40,60 |          |

Női
| Versenyző                                                                                                | Versenyszám        | Előfutam | Előfutam | Előfutam | Vigaszág | Vigaszág | Vigaszág | Döntő   | Döntő    |
| Versenyző                                                                                                | Versenyszám        | Idő      | Hely.    | Össz.    | Idő      | Hely.    | Össz.    | Idő     | Helyezés |
| --- | ------------------ | -------- | -------- | -------- | -------- | -------- | -------- | ------- | -------- |
| Tecla Marinescu-Borcănea                                                                                 | Kajak egyes 500 m  | 2:05,72  | 3.       | 6.       | erőnyerő | erőnyerő | erőnyerő | 2:00,12 | 4.       |
| Agafia Orlov-Buhaev-Constantin Nastasia Nichitov-Ionescu                                                 | Kajak kettes 500 m | 1:49,85  | 2.       | 2.       | erőnyerő | erőnyerő | erőnyerő | 1:47,56 | 4.       |
| Agafia Orlov-Buhaev-Constantin Nastasia Nichitov-Ionescu Tecla Marinescu-Borcănea Maria Ştefan-Mihoreanu | Kajak négyes 500 m |          |          |          |          |          |          | 1:38,34 |          |

## Kézilabda

### Férfi
| Román férfi kézilabdacsapat-játékoskeret                                                                                                 | Román férfi kézilabdacsapat-játékoskeret                                                                                   |
| --- | --- |
| - Nicolae Munteanu - Marian Dumitru - Boros József - Maricel Voinea - Vasile Stîngă - George Dogărescu - Gheorghe Covaciu - Cornel Durău | - Alexandru Fölker - Dumitru Berbece - Neculai Vasilca - Alexandru Buligan - Vasile Oprea - Mircea Bedivan - Adrian Simion |

#### Eredmények
Csoportkör
A csoport
| Csapat            | M | Gy | D | V | G+  | G–  | Gk  | P |
| ----------------- | - | -- | - | - | --- | --- | --- | - |
| Jugoszlávia (YUG) | 5 | 4  | 1 | 0 | 123 | 76  | +47 | 9 |
| Románia (ROU)     | 5 | 4  | 0 | 1 | 120 | 91  | +29 | 8 |
| Izland (ISL)      | 5 | 3  | 1 | 1 | 102 | 96  | +6  | 7 |
| Svájc (SUI)       | 5 | 2  | 0 | 3 | 83  | 102 | –19 | 4 |
| Japán (JPN)       | 5 | 1  | 0 | 4 | 84  | 117 | –33 | 2 |
| Algéria (ALG)     | 5 | 0  | 0 | 5 | 75  | 105 | –30 | 0 |

| 1984. július 31. 20:00 | Románia (ROU) | 25–16 | Algéria (ALG) |  |
| 1984. július 31. 20:00 | (11–7)        |       |               |  |
| 1984. július 31. 20:00 |               |       |               |  |

| 1984. augusztus 2. 20:00 | Románia (ROU) | 26–17 | Izland (ISL) |  |
| 1984. augusztus 2. 20:00 | (16–11)       |       |              |  |
| 1984. augusztus 2. 20:00 |               |       |              |  |

| 1984. augusztus 4. 20:00 | Románia (ROU) | 23–17 | Svájc (SUI) |  |
| 1984. augusztus 4. 20:00 | (13–9)        |       |             |  |
| 1984. augusztus 4. 20:00 |               |       |             |  |

| 1984. augusztus 6. 18:30 | Románia (ROU) | 28–22 | Japán (JPN) |  |
| 1984. augusztus 6. 18:30 | (12–11)       |       |             |  |
| 1984. augusztus 6. 18:30 |               |       |             |  |

| 1984. augusztus 8. 12:30 | Jugoszlávia (YUG) | 19–18 | Románia (ROU) |  |
| 1984. augusztus 8. 12:30 | (8–10)            |       |               |  |
| 1984. augusztus 8. 12:30 |                   |       |               |  |

Bronzmérkőzés
| 1984. augusztus 11. 14:00 | Románia (ROU) | 23–19 | Dánia (DEN) |  |
| 1984. augusztus 11. 14:00 | (15–10)       |       |             |  |
| 1984. augusztus 11. 14:00 |               |       |             |  |

| Csapat        | Helyezés |
| ------------- | -------- |
| Románia (ROU) |          |

## Ökölvívás
| Versenyző       | Versenyszám   | Selejtező                        | 32-es főtábla               | Nyolcaddöntő                 | Negyeddöntő                | Elődöntő                     | Döntő             | Helyezés |
| Versenyző       | Versenyszám   | Ellenfél Eredmény                | Ellenfél Eredmény           | Ellenfél Eredmény            | Ellenfél Eredmény          | Ellenfél Eredmény            | Ellenfél Eredmény | Helyezés |
| --------------- | ------------- | -------------------------------- | --------------------------- | ---------------------------- | -------------------------- | ---------------------------- | ----------------- | -------- |
| Nicolae Talpoş  | Pehelysúly    | erőnyerő                         | Meldrick Taylor (USA) · 0:5 | kiesett                      | kiesett                    | kiesett                      | kiesett           | 17.      |
| Viorel Ioana    | Könnyűsúly    | Renato Cornett (AUS) · 1:4       | kiesett                     | kiesett                      | kiesett                    | kiesett                      | kiesett           | 33.      |
| Mircea Fulger   | Kisváltósúly  | erőnyerő                         | Jean Duarte (FRA) · RSC     | Stefan Sjöstrand (SWE) · 5:0 | Lotfi Belkhir (TUN) · 5:0  | Dhawee Umponmaha (THA) · 0:5 | kiesett           |          |
| Rudel Obreja    | Váltósúly     | Antoine Longoudé (CAF) · KO      | Mickey Hughes (GBR) · 5:0   | Mark Breland (USA) · 5:0     | kiesett                    | kiesett                      | kiesett           | 9.       |
| Gheorghe Simion | Nagyváltósúly | An Dalho (An Dal-Ho) (KOR) · 0:5 | kiesett                     | kiesett                      | kiesett                    | kiesett                      | kiesett           | 33.      |
| Georgică Donici | Félnehézsúly  |                                  | erőnyerő                    | Fine Sani Vea (TGA) · 5:0    | Ante Josipović (YUG) · 0:5 | kiesett                      | kiesett           | 5.       |

RSC – a mérkőzésvezető megállította a mérkőzést

## Sportlövészet
Férfi
| Versenyző       | Versenyszám           | Pont | Helyezés |
| --------------- | --------------------- | ---- | -------- |
| Corneliu Ion    | Gyorstüzelő pisztoly  | 593  |          |
| Marin Stan      | Gyorstüzelő pisztoly  | 588  | 13.      |
| Sorin Babii     | Szabadpisztoly        | 555  | 11.      |
| Constantin Stan | Légpuska              | 577  | 20.      |
| Constantin Stan | Sportpuska, fekvő     | 591  | 17.      |
| Constantin Stan | Sportpuska, összetett | 1140 | 20.      |

Női
| Versenyző     | Versenyszám   | Pont | Helyezés |
| ------------- | ------------- | ---- | -------- |
| Maria Macovei | Sportpisztoly | 577  | 8.       |
| Elena Macovei | Sportpisztoly | 572  | 15.      |

## Súlyemelés
| Versenyző          | Versenyszám | Szakítás | Szakítás | Lökés                    | Lökés                    | Összesen | Helyezés |
| Versenyző          | Versenyszám | Eredmény | Helyezés | Eredmény                 | Helyezés                 | Összesen | Helyezés |
| ------------------ | ----------- | -------- | -------- | ------------------------ | ------------------------ | -------- | -------- |
| Gheorghe Maftei    | 56 kg       | 110,0    | 5.       | érvényes kísérlet nélkül | érvényes kísérlet nélkül | kiesett  | kiesett  |
| Gelu Radu          | 60 kg       | 125,0    | 1.       | 155,0                    | 2.                       | 280,0    |          |
| Mircea Tuli        | 60 kg       | 115,0    | 8.       | 150,0                    | 5.                       | 265,0    | 9.       |
| Andrei Socaci      | 67,5 kg     | 142,5    | 1.       | 170,0                    | 4.                       | 312,5    |          |
| Dragomir Cioroslan | 75 kg       | 147,5    | 2.       | 185,0                    | 3.                       | 332,5    |          |
| Petre Becheru      | 82,5 kg     | 155,0    | 1.       | 200,0                    | 1.                       | 355,0    |          |
| Nicu Vlad          | 90 kg       | 172,5    | 1.       | 220,0                    | 1.                       | 392,5    |          |
| Petre Dumitru      | 90 kg       | 165,0    | 2.       | 195,0                    | 3.                       | 360,0    |          |
| Vasile Groapă      | 100 kg      | 165,0    | 3.       | 217,5                    | 1.                       | 382,5    |          |
| Tasnádi István     | 110 kg      | 167,5    | 3.       | 212,5                    | 2.                       | 380,0    |          |

## Torna
Férfi
| Versenyző       | Versenyszám      | Selejtező | Selejtező | Döntő    | Döntő    |
| Versenyző       | Versenyszám      | Pontszám  | Helyezés  | Pontszám | Helyezés |
| --------------- | ---------------- | --------- | --------- | -------- | -------- |
| Emilian Necula  | Talaj            | 19,35     | 21.       | kiesett  | kiesett  |
| Emilian Necula  | Ugrás            | 19,40     | 47.       | kiesett  | kiesett  |
| Emilian Necula  | Korlát           | 19,00     | 37.       | kiesett  | kiesett  |
| Emilian Necula  | Nyújtó           | 19,15     | 51.       | kiesett  | kiesett  |
| Emilian Necula  | Gyűrű            | 19,60     | 9.        | 19,500   | 7.       |
| Emilian Necula  | Lólengés         | 19,15     | 24.       | kiesett  | kiesett  |
| Emilian Necula  | Egyéni összetett | 115,65    | 29.       | 116,025  | 14.      |
| Valentin Pîntea | Talaj            | 19,60     | 9.        | 19,600   | 6.       |
| Valentin Pîntea | Ugrás            | 19,65     | 10.       | kiesett  | kiesett  |
| Valentin Pîntea | Korlát           | 19,00     | 37.       | kiesett  | kiesett  |
| Valentin Pîntea | Nyújtó           | 19,30     | 41.       | kiesett  | kiesett  |
| Valentin Pîntea | Gyűrű            | 19,50     | 15.       | kiesett  | kiesett  |
| Valentin Pîntea | Lólengés         | 19,05     | 30.       | kiesett  | kiesett  |
| Valentin Pîntea | Egyéni összetett | 116,10    | 22.       | 116,000  | 15.      |

Női
| Versenyző                                                                                 | Versenyszám      | Selejtező | Selejtező | Döntő    | Döntő    |
| Versenyző                                                                                 | Versenyszám      | Pontszám  | Helyezés  | Pontszám | Helyezés |
| ----------------------------------------------------------------------------------------- | ---------------- | --------- | --------- | -------- | -------- |
| Szabó Katalin                                                                             | Talaj            | 19,95     | 1.        | 19,975   |          |
| Szabó Katalin                                                                             | Ugrás            | 19,90     | 1.        | 19,875   |          |
| Szabó Katalin                                                                             | Felemás korlát   | 19,20     | 13.       | kiesett  | kiesett  |
| Szabó Katalin                                                                             | Gerenda          | 19,70     | 2.        | 19,800   | *        |
| Szabó Katalin                                                                             | Egyéni összetett | 78,75     | 2.        | 79,125   |          |
| Simona Păucă                                                                              | Talaj            | 19,45     | 10.       | kiesett  | kiesett  |
| Simona Păucă                                                                              | Ugrás            | 19,45     | 15.       | kiesett  | kiesett  |
| Simona Păucă                                                                              | Felemás korlát   | 19,35     | 11.       | kiesett  | kiesett  |
| Simona Păucă                                                                              | Gerenda          | 19,80     | 1.        | 19,800   | *        |
| Simona Păucă                                                                              | Egyéni összetett | 78,05     | 7.        | 78,675   |          |
| Laura Cutina                                                                              | Talaj            | 19,70     | 4.        | 19,150   | 8.       |
| Laura Cutina                                                                              | Ugrás            | 19,60     | 8.        | kiesett  | kiesett  |
| Laura Cutina                                                                              | Felemás korlát   | 19,65     | 4.        | kiesett  | kiesett  |
| Laura Cutina                                                                              | Gerenda          | 19,45     | 8.        | kiesett  | kiesett  |
| Laura Cutina                                                                              | Egyéni összetett | 78,40     | 3.        | 78,300   | 5.       |
| Cristina Grigoraș                                                                         | Talaj            | 19,50     | 7.        | kiesett  | kiesett  |
| Cristina Grigoraș                                                                         | Ugrás            | 19,60     | 8.        | kiesett  | kiesett  |
| Cristina Grigoraș                                                                         | Felemás korlát   | 19,40     | 8.        | kiesett  | kiesett  |
| Cristina Grigoraș                                                                         | Gerenda          | 19,40     | 9.        | kiesett  | kiesett  |
| Cristina Grigoraș                                                                         | Egyéni összetett | 77,90     | 8.        | kiesett  | kiesett  |
| Mihaela Stănuleț                                                                          | Talaj            | 19,10     | 26.       | kiesett  | kiesett  |
| Mihaela Stănuleț                                                                          | Ugrás            | 19,60     | 8.        | kiesett  | kiesett  |
| Mihaela Stănuleț                                                                          | Felemás korlát   | 19,50     | 7.        | 19,650   | 4.       |
| Mihaela Stănuleț                                                                          | Gerenda          | 19,50     | 6.        | kiesett  | kiesett  |
| Mihaela Stănuleț                                                                          | Egyéni összetett | 77,70     | 10.       | kiesett  | kiesett  |
| Lavinia Agache                                                                            | Talaj            | 19,15     | 23.       | kiesett  | kiesett  |
| Lavinia Agache                                                                            | Ugrás            | 19,80     | 3.        | 19,750   |          |
| Lavinia Agache                                                                            | Felemás korlát   | 19,40     | 8.        | 19,150   | 8.       |
| Lavinia Agache                                                                            | Gerenda          | 19,25     | 12.       | kiesett  | kiesett  |
| Lavinia Agache                                                                            | Egyéni összetett | 77,60     | 11.       | kiesett  | kiesett  |
| Szabó Katalin Laura Cutina Simona Păucă Cristina Grigoraș Mihaela Stănuleț Lavinia Agache | Csapat összetett |           |           | 392,20   |          |

* - egy másik versenyzővel azonos eredményt ért el

### Ritmikus gimnasztika
| Versenyző         | Versenyszám | Selejtező | Selejtező | Döntő  | Döntő    |
| Versenyző         | Versenyszám | Pont      | Hely.     | Pont   | Helyezés |
| ----------------- | ----------- | --------- | --------- | ------ | -------- |
| Doina Stăiculescu | Egyéni      | 38,50     | 1.        | 57,900 |          |
| Alina Drăgan      | Egyéni      | 38,05     | 2.        | 57,375 | 4.       |

## Úszás
Férfi
| Versenyző        | Versenyszám  | Előfutam | Előfutam | Előfutam | Döntő | Döntő   | Döntő | Helyezés |
| Versenyző        | Versenyszám  | Idő      | Hely.    | Össz.    | Típus | Idő     | Hely. | Helyezés |
| ---------------- | ------------ | -------- | -------- | -------- | ----- | ------- | ----- | -------- |
| Carmen Bunaciu   | 200 m hát    | 2:16,41  | 2.       | 6.       | A     | 2:16,15 | 7.    | 7.       |
| Carmen Bunaciu   | 100 m hát    | 1:03,79  | 3.       | 5.       | A     | 1:03,21 | 4.    | 4.       |
| Aneta Pătrăşcoiu | 100 m hát    | 1:04,16  | 1.       | 7.       | A     | 1:03,29 | 5.    | 5.       |
| Aneta Pătrăşcoiu | 200 m hát    | 2:16,71  | 2.       | 7.       | A     | 2:13,29 | 3.    |          |
| Aneta Pătrăşcoiu | 400 m vegyes | 5:03,97  | 5.       | 16.      | B     | 5:05,53 | 8.    | 16.      |

## Vívás
Férfi
| Versenyző                                                            | Versenyszám  | Selejtező | Selejtező | Selejtező | Selejtező | Selejtező | Selejtező | Főtábla                           | Főtábla                   | Vigaszág                     | Vigaszág                            | Negyeddöntő                       | Elődöntő                  | Döntő                            | Helyezés |
| Versenyző                                                            | Versenyszám  | 1. kör | 1. kör    | 2. kör | 2. kör    | 3. kör | 3. kör    | 1. kör                            | 2. kör                    | 1. kör                       | 2. kör                              | Negyeddöntő                       | Elődöntő                  | Döntő                            | Helyezés |
| Versenyző                                                            | Versenyszám  | Ellenfél Eredmény | Hely.     | Ellenfél Eredmény | Hely.     | Ellenfél Eredmény | Hely.     | Ellenfél Eredmény                 | Ellenfél Eredmény         | Ellenfél Eredmény            | Ellenfél Eredmény                   | Ellenfél Eredmény                 | Ellenfél Eredmény         | Ellenfél Eredmény                | Helyezés |
| -------------------------------------------------------------------- | ------------ | --- | --------- | --- | --------- | --- | --------- | --------------------------------- | ------------------------- | ---------------------------- | ----------------------------------- | --------------------------------- | ------------------------- | -------------------------------- | -------- |
| Kuki Péter                                                           | Tőr, egyéni  | 9. csoport · Khaled Al-Awadhi (KUW) · 3–5 · Caj Hszing-hsziang (Tsai Shing-Hsiang) (TPE) · 5–0 · Ahmed Diab (EGY) · 5–0 · Mike McCahey (USA) · 5–4 · Peter Joos (BEL) · 0–5          | 2.        | 5. csoport · Nick Bell (GBR) · 5–3 · Greg Massialas (USA) · 5–3 · Abdel Monem El-Husseini (EGY) · 1–5 · Matthias Behr (FRG) · 3–5               | 3.        | 3. csoport · Abdel Monem El-Husseini (EGY) · 4–5 · Stefan Joos (BEL) · 5–4 · Joachim Wendt (AUT) · 5–3 · Umezava Kenicsi (JPN) · 5–2 · Matthias Behr (FRG) · 3–5      | 3.        | Matthias Behr (FRG) · 9–10        |                           | Robert Blaschka (AUT) · 10–4 | Philippe Omnès (FRA) · 7–10         | kiesett                           | kiesett                   | kiesett                          | 9.       |
| Marin Mustaţă                                                        | Kard, egyéni | 4. csoport · Jean-Marie Banos (CAN) · 4–5 · José María Casanova (ARG) · 5–2 · Antonio García (ESP) · 5–1 · Liu Kuo-csen (Liu Guozhen) (CHN) · 5–2 · Hervé Granger-Veyron (FRA) · 5–4 | 1.        | 5. csoport · Pierre Guichot (FRA) · 4–5 · Olivier Martini (MON) · 5–1 · Mark Slade (GBR) · 5–1 · Vang Zsuj-csi (Wang Ruiji) (CHN) · 5–3         | 1.        | 4. csoport · Hans Brandstätter (AUT) · 2–5 · Mark Slade (GBR) · 5–3 · Vang Zsuj-csi (Wang Ruiji) (CHN) · 5–4 · Freddy Scholz (FRG) · 5–2 · Steve Mormando (USA) · 2–5 | 3.        | Giovanni Scalzo (ITA) · 5–10      |                           | Jürgen Nolte (FRG) · 10–6    | Gianfranco Dalla Barba (ITA) · 11–9 | Hervé Granger-Veyron (FRA) · 8–10 | kiesett                   | kiesett                          | 6.       |
| Ioan Pop                                                             | Kard, egyéni | 3. csoport · James Kreglo (ISV) · 5–3 · Olivier Martini (MON) · 5–1 · Atilio Tass (ARG) · 5–3 · Peter Westbrook (USA) · 5–4 · Giovanni Scalzo (ITA) · 0–5                            | 2.        | 6. csoport · Atilio Tass (ARG) · 4–5 · Jean-Paul Banos (CAN) · 5–3 · Csen Csin-csu (Chen Jinchu) (CHN) · 5–3 · Hervé Granger-Veyron (FRA) · 5–3 | 2.        | 1. csoport · John Zarno (GBR) · 5–3 · Richard Cohen (GBR) · 5–3 · Peter Westbrook (USA) · 3–5 · Hervé Granger-Veyron (FRA) · 4–5 · Gianfranco Dalla Barba (ITA) · 1–5 | 4.        | Pierre Guichot (FRA) · 10–3       | Marco Marin (ITA) · 10–11 |                              | Freddy Scholz (FRG) · 10–4          | Jean-François Lamour (FRA) · 6–10 | kiesett                   | kiesett                          | 8.       |
| Cornel Marin                                                         | Kard, egyéni | 1. csoport · Claude Marcil (CAN) · 5–2 · Freddy Scholz (FRG) · 5–3 · Hans Brandstätter (AUT) · 5–3 · Gianfranco Dalla Barba (ITA) · 2–5                                              | 2.        | 3. csoport · Claude Marcil (CAN) · 5–1 · Mike Lofton (USA) · 5–4 · Hans Brandstätter (AUT) · 3–5 · Marco Marin (ITA) · 2–5                      | 3.        | 2. csoport · Giovanni Scalzo (ITA) · 2–5 · Jörg Stratmann (FRG) · 5–1 · Jean-Paul Banos (CAN) · 5–3 · Zisis Babanasis (GRE) · 5–1 · Jean-François Lamour (FRA) · 3–5  | 2.        | Hervé Granger-Veyron (FRA) · 4–10 |                           | Freddy Scholz (FRG) · 9–10   | kiesett                             | kiesett                           | kiesett                   | kiesett                          | 13.      |
| Marin Mustaţă Ioan Pop Alexandru Chiculiţă Cornel Marin Vilmoş Szabo | Kard, csapat | 2. csoport · Olaszország (ITA) · 3–9 · Kína (CHN) · 9–4 · Nagy-Britannia (GBR) · 9–4                                                                                                 | 2.        | |           | |           |                                   |                           |                              |                                     | Egyesült Államok (USA) · 9–3      | Franciaország (FRA) · 4–9 | Bronzmérkőzés · NSZK (FRG) · 8–7 |          |

Női
| Versenyző                                                                                 | Versenyszám | Selejtező | Selejtező | Selejtező | Selejtező | Selejtező | Selejtező | Főtábla                            | Főtábla                             | Vigaszág          | Vigaszág                               | Negyeddöntő                          | Elődöntő                               | Döntő                                        | Helyezés |
| Versenyző                                                                                 | Versenyszám | 1. kör | 1. kör    | 2. kör | 2. kör    | 3. kör | 3. kör    | 1. kör                             | 2. kör                              | 1. kör            | 2. kör                                 | Negyeddöntő                          | Elődöntő                               | Döntő                                        | Helyezés |
| Versenyző                                                                                 | Versenyszám | Ellenfél Eredmény | Hely.     | Ellenfél Eredmény | Hely.     | Ellenfél Eredmény | Hely.     | Ellenfél Eredmény                  | Ellenfél Eredmény                   | Ellenfél Eredmény | Ellenfél Eredmény                      | Ellenfél Eredmény                    | Ellenfél Eredmény                      | Ellenfél Eredmény                            | Helyezés |
| ----------------------------------------------------------------------------------------- | ----------- | --- | --------- | --- | --------- | --- | --------- | ---------------------------------- | ----------------------------------- | ----------------- | -------------------------------------- | ------------------------------------ | -------------------------------------- | -------------------------------------------- | -------- |
| Elisabeta Guzganu-Tufan                                                                   | Tőr, egyéni | 3. csoport · Maekava Mijuki (JPN) · 5–1 · Vincent Bradford (USA) · 5–0 · María Alicia Sinigaglia (ARG) · 5–0 · Nili Drori (ISR) · 5–3 · Christiane Weber (FRG) · 3–5 · Brigitte Latrille-Gaudin (FRA) · 4–5         | 3.        | 2. csoport · Lydia Czuckermann-Hatuel (ISR) · 5–3 · Csu Csing-jüan (Zhu Qingyuan) (CHN) · 5–0 · O Szungszun (O Seung-Sun) (KOR) · 5–2 · Margherita Zalaffi (ITA) · 5–2 · | 2.        | 2. csoport · Fiona McIntosh (GBR) · 5–4 · Christiane Weber (FRG) · 5–2 · Csu Csing-jüan (Zhu Qingyuan) (CHN) · 5–3 · Margherita Zalaffi (ITA) · 5–2 | 1.        | Linda Ann Martin (GBR) · 8–3       | Laurence Modaine-Cessac (FRA) · 8–4 |                   |                                        | Brigitte Latrille-Gaudin (FRA) · 8–3 | Luan Csü-csie (Luan Jujie) (CHN) · 0–8 | Bronzmérkőzés · Dorina Vaccaroni (ITA) · 5–8 | 4.       |
| Aurora Dan                                                                                | Tőr, egyéni | 2. csoport · Jana Angelakis (USA) · 2–5 · Sandra Giancola (ARG) · 5–0 · Andrea Chaplin (AUS) · 5–2 · O Szungszun (O Seung-Sun) (KOR) · 5–2 · Linda Ann Martin (GBR) · 5–0 · Luan Csü-csie (Luan Jujie) (CHN) · 3–5  | 2.        | 3. csoport · Helen Smith (AUS) · 5–1 · Kerstin Palm (SWE) · 5–3 · Laurence Modaine-Cessac (FRA) · 4–5 · Dorina Vaccaroni (ITA) · 4–5                                     | 2.        | 3. csoport · Nili Drori (ISR) · 5–1 · Linda Ann Martin (GBR) · 5–3 · Dorina Vaccaroni (ITA) · 5–4 · Li Hua-hua (Li Huahua) (CHN) · 5–3              | 2.        | Li Hua-hua (Li Huahua) (CHN) · 8–5 | Dorina Vaccaroni (ITA) · 5–8        |                   | Luan Csü-csie (Luan Jujie) (CHN) · 7–8 | kiesett                              | kiesett                                | kiesett                                      | 9.       |
| Marcela Moldovan-Zsak                                                                     | Tőr, egyéni | 4. csoport · Gina Faustin (HAI) · 4–5 · Cshö Bongnan (Choi Bok-Ran) (KOR) · 5–1 · Helen Smith (AUS) · 5–3 · Csu Csing-jüan (Zhu Qingyuan) (CHN) · 5–4 · Jacynthe Poirier (CAN) · 5–2 · Cornelia Hanisch (FRG) · 4–5 | 2.        | 4. csoport · Jana Angelakis (USA) · 5–4 · Carola Cicconetti (ITA) · 5–1 · Nili Drori (ISR) · 4–5 · Sabine Bischoff (FRG) · 4–5                                           | 1.        | 4. csoport · Kerstin Palm (SWE) · 3–5 · Liz Thurley (GBR) · 4–5 · Véronique Brouquier (FRA) · 2–5 · Cornelia Hanisch (FRG) · 3–5                    | 5.        | kiesett                            | kiesett                             | kiesett           | kiesett                                | kiesett                              | kiesett                                | kiesett                                      | 18.      |
| Aurora Dan Monika Weber-Koszto Rozalia Oros Marcela Moldovan-Zsak Elisabeta Guzganu-Tufan | Tőr, csapat | 2. csoport · Kína (CHN) · 9–6 Kanada (CAN) · 9–0 | 1.        | |           | |           |                                    |                                     |                   |                                        | erőnyerő                             | Franciaország (FRA) · 8–7              | NSZK (FRG) · 5–9                             |          |